# Jefferson County (Iowa)
Das Jefferson County ist ein County im US-Bundesstaat Iowa. Bei der Volkszählung im Jahr 2020 hatte das County 15.663 Einwohner und eine Bevölkerungsdichte von 19,9 Einwohnern pro Quadratkilometer. Der Verwaltungssitz (County Seat) ist Fairfield.

## Geographie
Das County liegt im Südosten von Iowa, ist im Süden etwa 40 km von Missouri, im Osten etwa 65 km vom Illinois entfernt, wobei die Grenze durch den Mississippi gebildet wird. Es hat eine Fläche von 1.131 Quadratkilometern, wovon vier Quadratkilometer Wasserfläche sind. An das Jefferson County grenzen folgende Countys:
| Keokuk County  |                  | Washington County |
| Wapello County |                  | Henry County      |
| Davis County   | Van Buren County |                   |

## Geschichte

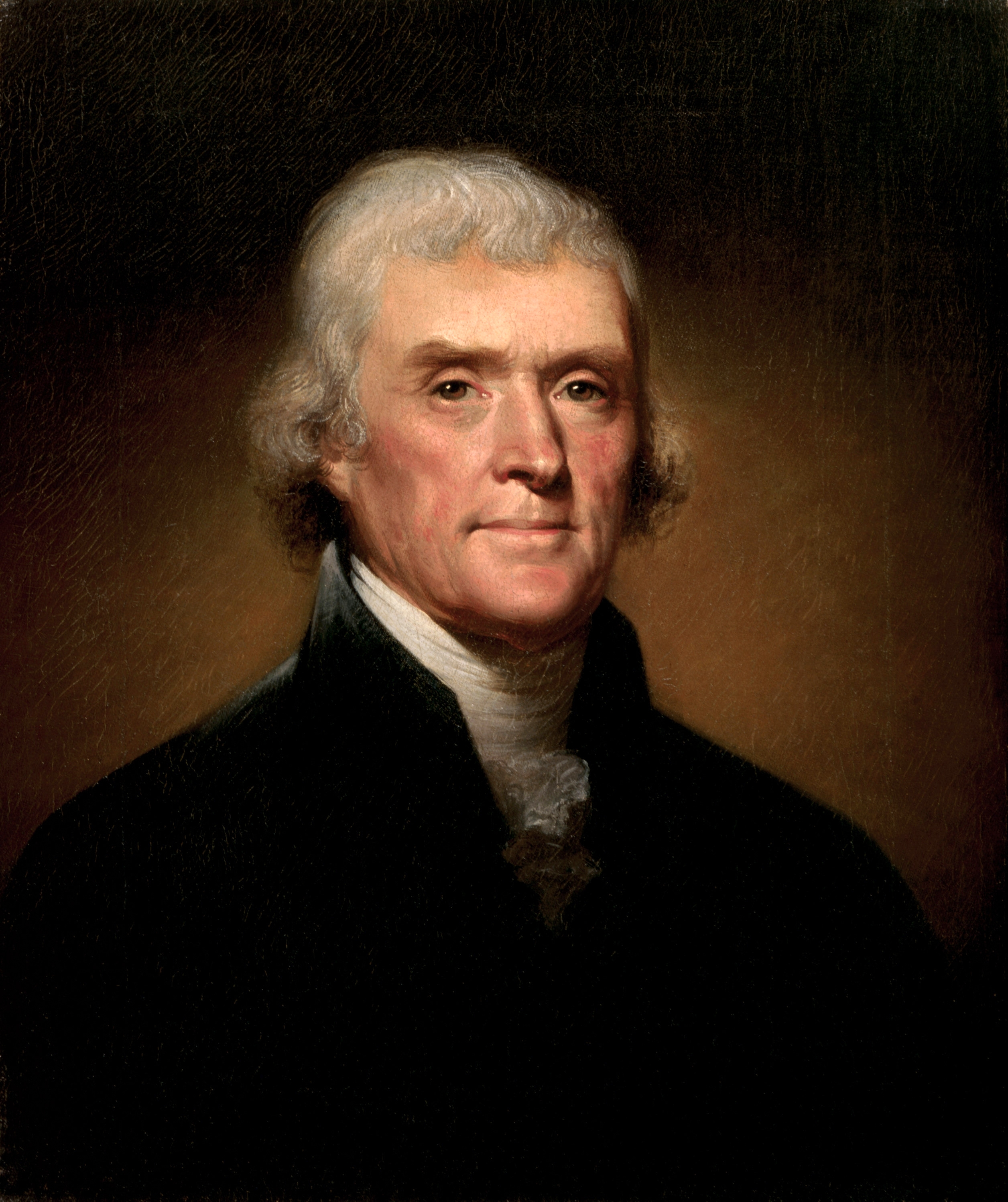
Jefferson

Das Jefferson County wurde am 21. Januar 1839 auf ehemaligem Indianerland gebildet. Benannt wurde es nach Thomas Jefferson (1743–1826), dem dritten Präsidenten der USA (1801–1809).

21 Bauwerke und Stätten des Countys sind im National Register of Historic Places eingetragen.

## Demografische Daten
Nach der Volkszählung im Jahr 2010 lebten im Jefferson County 16.843 Menschen in 6.846 Haushalten. Die Bevölkerungsdichte betrug 14,9 Einwohner pro Quadratkilometer.
Ethnisch betrachtet setzte sich die Bevölkerung zusammen aus 87,6 Prozent Weißen, 1,3 Prozent Afroamerikanern, 0,2 Prozent amerikanischen Ureinwohnern, 8,5 Prozent Asiaten sowie aus anderen ethnischen Gruppen; 1,6 Prozent stammten von zwei oder mehr Ethnien ab. Unabhängig von der ethnischen Zugehörigkeit waren 2,4 Prozent der Bevölkerung spanischer oder lateinamerikanischer Abstammung.
In den 6.846 Haushalten lebten statistisch je 2,17 Personen.
18,2 Prozent der Bevölkerung waren unter 18 Jahre alt, 67,0 Prozent waren zwischen 18 und 64 und 14,8 Prozent waren 65 Jahre oder älter. 46,6 Prozent der Bevölkerung war weiblich.

Das jährliche Durchschnittseinkommen eines Haushalts lag bei 41.523 USD. Das Prokopfeinkommen betrug 22.668 USD. 15,4 Prozent der Einwohner lebten unterhalb der Armutsgrenze

## Orte im Jefferson County
Citys
| - Batavia - Coppock1 - Fairfield - Libertyville | - Maharishi Vedic City - Packwood - Pleasant Plain |

Unincorporated Communitys
| - Abingdon - Beckwith - Four Corners | - Glasgow - Limby - Lockridge | - Pekin - Perlee - Salina |

1 – teilweise im Henry und im Washington County

## Gliederung
Das Jefferson County ist in 12 Townships eingeteilt:
| - Black Hawk Township - Buchanan Township - Cedar Township - Center Township | - Des Moines Township - Liberty Township - Lockridge Township - Locust Grove Township | - Penn Township - Polk Township - Round Prairie Township - Walnut Township |

Die Stadt Fairfield gehört keiner Township an.